# Paracyclopina orientalis
Paracyclopina orientalis is een eenoogkreeftjessoort uit de familie van de Cyclopettidae. De wetenschappelijke naam van de soort is voor het eerst geldig gepubliceerd in 1941 door Lindberg.